# Physcomitrium mahui
Physcomitrium mahui là một loài Rêu trong họ Funariaceae. Loài này được H. Rob. mô tả khoa học đầu tiên năm 1970.